# Daniel Freixa y Martí
Daniel Freixa y Martí (Bráfim, c. 1854-Barcelona, 1910) fue un policía, detective privado y escritor español.

## Biografía

### Primeros años y formación
Nació en la localidad tarraconense de Bráfimen 1853 o 1854, aunque siempre manifestó —y así lo recogió la prensa— ser oriundo de la cercana y más conocida ciudad de Reus, considerada en el siglo XIX la segunda de Cataluña por su importancia económica. 
Era hijo de Francisco Freixa, médico que ejercía en  Bráfim, y de Sebastiana Martí. Cuando tenía dos años, la familia fijó su residencia en Montblanch, donde Daniel estudió bachillerato en un colegio privado, agregado al Instituto provincial de Segunda Enseñanza de Tarragona.
Entre 1872 y 1873 participó en la tercera guerra carlista como voluntario de las fuerzas gubernamentales. Una vez licenciado, se estableció como peluquero en Reus y se casó con María Fontana, hija de un comerciante local. El negocio no prosperó, por lo que se mudaron a La Bisbal del Panadés, donde Daniel Freixa trabajó como funcionario municipal hasta conseguir su ingreso en la policía.

### Inicio de su carrera policial
Tras un breve paso por las rondas de vigilancia de Montblanch y Tarragona, fue nombrado inspector del Cuerpo de Vigilancia y destinado, a finales de 1879, al Distrito primero de Barcelona, actual Ciudad Vieja. No tardó en ser ascendido a inspector jefe de las cuatro provincias catalanas.
Pocos meses después de la toma de posesión, en el otoño de 1880, renunció al cargo a causa de un grave ataque de malaria, enfermedad que padecía desde su juventud y que era endémica en varias comarcas de la provincia de Tarragona. En marzo de 1881 se reincorporó al Cuerpo como jefe de Orden público de la provincia de Oviedo.
A partir de aquel momento, la carrera profesional de Daniel Freixa entró en una línea ascendente. Considerado uno de los mejores investigadores de la policía española, en octubre de 1881 fue reclamado por el gobernador civil de la provincia de Tarragona para hacerse cargo de la jefatura de Orden Público. Ocho meses después fue destinado, de nuevo, a Barcelona como inspector de primera clase.
En 1884, el Partido Liberal-Conservador de Antonio Cánovas del Castillo, al que era afín Freixa, ganó las elecciones generales. Con el beneplácito del ministerio de la Gobernación, el nuevo gobernador civil de Madrid, Raimundo Fernández Villaverde, pidió el traslado del policía a la capital como «delegado especial». Daniel Freixa se incorporó a su nuevo cargo en febrero de 1884.
El empeoramiento de la salud de su madre obligó al inspector a solicitar su traslado a Barcelona en agosto de 1885. Seis meses después, se hizo cargo de la jefatura de Orden Público de la provincia. Sin embargo, unas nuevas elecciones generales pusieron fin a aquella fase de su carrera a causa de la victoria del Partido Liberal de Práxedes Mateo Sagasta. El nuevo gobernador civil de la provincia, Luis Antúnez Monzón, lo cesó en diciembre de 1886. La situación de cesante era habitual entre los funcionarios policiales del siglo XIX: tras unas elecciones generales, los nuevos gobiernos solían cesar a los mandos cuya orientación política era distinta a la suya. 

### El primer detective privado español
Daniel Freixa inició entonces la escritura de su primer libro, El mundo del crimen, que se publicó en dos volúmenes en 1888. En noviembre de aquel año inauguró en Barcelona La Vigilancia y Seguridad Mercantil, una agencia de informes comerciales, uno de los negocios en expansión en aquellos momentos de crecimiento económico. Este centro ofrecía también, por primera vez en España, «investigaciones generales», la fórmula con la que se definían los servicios de los detectives privados.
Impulsada por la fama de su director, La Vigilancia y Seguridad Mercantil abrió delegaciones en Madrid, Bilbao, La Coruña, Valencia y Sevilla, además de establecer acuerdos de colaboración con agencias de detectives y centros de informes comerciales de ciudades de todo el mundo.En reconocimiento a sus méritos como policía y empresario, el gobierno le concedió la encomienda de la Orden de Isabel la Católica el 28 de noviembre de 1889.
Una nueva victoria del Partido Liberal-Conservador en las elecciones de 1891 lo devolvió al Cuerpo de Vigilancia como jefe de Orden Público de Barcelona. Sin embargo, la conflictividad política y social en la capital catalana había empeorado desde su cese casi cinco años antes y afectó a su gestión. Los excesos de sus subordinados —como sucedió en la fallida investigación del Atentado de la Plaza Real, el 9 de febrero de 1892— provocaron protestas ciudadanas y críticas en la prensa. José María Vallés, abogado penalista y diputado republicano, denunció «con aplauso de todo el mundo, los falsos y ridículos servicios del policía señor Freixa» a propósito de una polémica intervención policial en el Casino Mercantil de Barcelona. Daniel Freixa dimitió el 11 de diciembre de 1892.

### El final de su carrera policial
De vuelta al sector privado, publicó un nuevo libro, también en dos volúmenes, La policía moderna (1893). A finales de 1893, el capitán general de Cataluña, Arsenio Martínez Campos, exigió el reingreso de Daniel Freixa en la policía para que investigara el atentado del Gran Teatro del Liceo, el 7 de noviembre de aquel año, un caso que parecía estancado pese a la detención de docenas de sospechosos. Freixa aceptó y poco más de un año después, en abril de 1895, volvió a ser nombrado jefe del Cuerpo de Vigilancia en Barcelona. 
Durante su jefatura se inauguró el Gabinete Antropométrico y Fotográfico de Barcelona, el primero de España creado para fichar e identificar criminales. El gabinete seguía las directrices de la antropometría forense, impulsada desde Francia por Alphonse Bertillon, que se estaba convirtiendo en el estándar internacional para la identificación de los delincuentes.
Otro atentado, el de la Procesión de Corpus de 1896, provocó el final de su carrera policial. Bajo sus órdenes, fueron detenidas más de cuatrocientas personas, entre ellas intelectuales anarquistas contrarios a la violencia. Periódicos españoles y extranjeros airearon torturas de la policía para arrancar confesiones. El juicio militar posterior, conocido como los Procesos de Montjuic, fue denunciado por irregularidades. Cinco hombres fueron condenados a muerte y ejecutados. Uno de ellos, Tomás Ascheri, acusó a Freixa de haber manipulado la causa y provocado «la presente catástrofe», en una carta que se incluyó en el libro Les inquisiteurs d'Espagne —Los inquisidores de España—, publicado en París y que tuvo una amplia repercusión en Europa y en los Estados Unidos.Daniel Freixa dimitió en octubre de 1896 alegando motivos de salud.                 

### Editor y político
La publicidad negativa a causa de los Procesos de Montjuic afectó al prestigio de La Vigilancia y Seguridad Mercantil, que perdió clientes importantes y sufrió un serio revés económico. En 1900, Daniel Freixa dejó de publicitar las «investigaciones generales» y se centró en la información comercial, en la gestión y el cobro de créditos, y en la administración de fincas urbanas y desahucios. Tres años después, cambió el nombre de la empresa a La Mutua Urbana y Mercantil.
Se volcó también en la política. Desde la década de 1890 había sido uno de los portavoces de los grupos de presión empresarial partidarios del proteccionismo económico, basado en la restricción a la importación de productos extranjeros a través del establecimiento de fuertes aranceles. En 1890 fundó El Proteccionista, que se definía como «periódico independiente, defensor de los intereses de la producción nacional». Más adelante, publicó dos periódicos más, La Vigilancia y Seguridad Mercantil, en 1891, y La Riqueza Nacional, en 1900.
En 1903 se presentó a las elecciones provinciales de Tarragona por el distrito de Falset–Gandesa y consiguió el acta de diputado provincial. Formó parte de la candidatura de la Unión Conservadora de Francisco Silvela, presidente del gobierno. Desde el primer día tuvo que hacer frente a la hostilidad de los diputados liberales y republicanos por las acusaciones que pesaban sobre él por el atentado de Corpus y los Procesos de Montjuic.

### Los últimos años
Aunque mantuvo una intensa actividad empresarial y política, a principios del siglo XX los problemas de salud de Daniel Freixa se agravaron hasta que, en 1904, tuvo que delegar sus funciones ejecutivas en La Mutua Urbana y Mercantil. En 1906 la agencia sufrió un golpe interno cuando dos de los cargos de mayor responsabilidad, Domingo Pelfort, jefe del negociado de informes, y Policarpo Maqueda, el investigador de mayor experiencia, la abandonaron y se asociaron para crear un nuevo centro de informes comerciales.
En las elecciones provinciales de 1907, Freixa perdió su escaño por pocos votos. Su reclamación ante la Junta Electoral por supuestos errores en el recuento no prosperó. A finales de 1909 su estado de salud se agravó y falleció en Barcelona el 7 de enero de 1910. La agencia no le sobrevivió. La sociedad Sucesores de Daniel Freixa, creada en febrero, fue declarada en quiebra en agosto de aquel año.

## Visión social del crimen
En sus dos obras publicadas, mostró una visión del crimen alejada de los postulados de la época. Triunfaban las teorías de la antropología criminal, que sostenía, entre otras cosas, que la criminalidad se explicaba por causas biológicas —desde la herencia a la influencia de determinadas enfermedades nerviosas— que distinguían a los «criminales natos». Daniel Freixa no creía «en esa especie de predestinación» y mostró una visión social:
Nosotros creemos, porque en nuestra larga carrera ocasión hemos tenido de tratar con criminales de toda especie, que el criminal no nace, sino que se hace. Y se hace por los medios en que vive, por los objetos que le rodean, por la educación que se le da, por el descuido con que se le atiende, por la indulgencia con que se le trata, y, finalmente, por su unión más tarde [en prisión], cuando comete la primera falta, con endurecidos seres, con verdaderos profesores de vicio, que le estudian, que le alientan, que le educan, en fin, para la carrera que ya resueltamente emprende desde entonces.